# Orbite circulaire

Exemples de trajectoires orbitales avec diverses excentricités

Une orbite circulaire est une orbite dont la trajectoire est circulaire. 
Tous les paramètres scalaires de cette orbite sont constants, c'est-à-dire le module de la vitesse, la vitesse angulaire, l'énergie potentielle et l'énergie cinétique. Elle n'a ni apogée ni périgée.